# Варшково (Поморське воєводство)
Варшково (пол. Warszkowo) — село в Польщі, у гміні Вейгерово Вейгеровського повіту Поморського воєводства.
Населення — 243 особи (2011).
У 1975-1998 роках село належало до Гданського воєводства.

## Демографія
Демографічна структура станом на 31 березня 2011 року:
|          | Загалом | Допрацездатний вік | Працездатний вік | Постпрацездатний вік |
| -------- | ------- | ------------------ | ---------------- | -------------------- |
| Чоловіки | 113     | 39                 | 67               | 7                    |
| Жінки    | 130     | 45                 | 70               | 15                   |
| Разом    | 243     | 84                 | 137              | 22                   |